# Јанез Учакар
Јанез Учакар (Пристава, код Моравча, 18. април 1918 — Љубљана, 22. април 1995) био је учесник Народноослободилачке борбе, пуковник ЈНА, друштвено-политички радник СР Словеније и народни херој Југославије.

## Биографија
Рођен је 18. априла 1918. године у Пристави, код Моравча. После основне школе, изучио је занат и до 1941. године радио као кројачки радник. Пре рата је учествовао у два штрајка и радио у радничком Културном друштву „Взајемност“.

### Народноослободилачка борба
После окупације Југославије, априла 1941, повезао се с Рејонским комитетом КП Словеније Горња Шишка у Љубљани. Дана 8. августа 1941, отишао је у партизане, где је био један од оснивача Шишке чете. Октобра 1941, био је примљен за члана КП Словеније и додељен Служби обавештавања и безбедности (Варностно-обавешчевална служба, ВОС) у Љубљани. Водио је три групе ВОС-а и учествовао у многим акцијама у Љубљани и околини.
Дана 24. фебруара 1942, полиција га је ухапсила, након чега је био интернисан у логор Гонарс. Одатле је, августа 1942, побегао кроз ров, који је више месеци копао с групом робијаша (у групи је био и Борис Крајгер). Придружио се партизанским јединицама у Приморској и постао први командир Треће чете батаљона „Симон Грегорчич“, а затим политички комесар Четвртог батаљона Сочког одреда и командант Трећег батаљона Северноприморског одреда.
Од маја 1943. године, радио је као обавештајац, најпре у Трећој словеначкој бригади „Иван Градник“, а затим као командир Групе ВОС-а за Северно приморје и командант батаљона ВОС-а за Бенешку Словенију. Јануара 1944, постао је члан Покрајинског комитета ВОС-а за Словеначко приморје, а у марту начелник Штаба Бришко-бенешког одреда. Од септембра 1944, до краја рата био је обавештајни официр Деветог корпуса НОВЈ. Исте годиње, добио је чин капетана НОВЈ.
Учакар се посебно ангажовао у организовању и вођењу обавештајне делатности у северозападним деловима Приморја. Учествовао је у многим саботажама и другим акцијама, у којима је био рањен осам пута. У време капитулације Италије септембра 1943, учествовао је у разоружавању италијанских јединица и у вођењу напада за ослобођење града Чивидале (Чедад). С Бришко-бенешким одредом учествовао је у нападима на железничку пругу Горица–Удине и Горица–Подбрдо, на аеродром „Белведере”, код Удина и на остале непријатељске положаје у граничној зони словеначке етничке територије. Маја 1945. године, учествовао је у коначном ослобођењу Удина.

### Послератни период
После рата, био је најпре обавештајни официр Четврте армије ЈА, затим до септембра 1947. у обавештајној служби Генералштаба Слободне територије Трста. До маја 1948, био је инструктор у Генералштабу албанске војске у Тирани, а затим у обавештајној служби Генералштаба ЈА. Од 1951. до 1953. године, био је начелник обавештајне службе Деветнаестог корпуса ЈНА у Куманову, затим до пензионисања 1966, начелник обавештајне службе Деветог корпуса ЈНА у Загребу.
Године 1949, завршио је Пешадијску официрску школу ЈА у Сарајеву, а 1961. године Вишу војну академију ЈНА у Београду.
Пензионисан је 1966. године у чину пуковника ЈНА и од тада је живео у Љубљани. Био је активан друштвено-политички радник и у пензији, па је тако вршио дужност команданта Територијалне одбране и друштвене самозаштите за Град Љубљану. Био је и члан Општинског комитета СКС за Љубљану, општина-Центар, члан Општинске конференције Савеза резервних старешина и члан Републичког одбора СУБНОР-а Словеније.
Умро је 22. априла 1995. године у Љубљани.
Носилац је Партизанске споменице 1941. и осталих југословенских одликовања, међу којима су — два Ордена за храброст, два Ордена братства и јединства са сребрним венцем, Орден Републике са сребрним венцем, Орден заслуга за народ са сребрним зрацима, Орден партизанске звезде са пушкама и Орден за војне заслуге са сребрним мачевима. Орденом народног хероја одликован је 27. новембра 1953. године.